# خضرة بشير علي
خضرة بشير علي سياسية صومالية، شغلت منصب وزيرة التربية والتعليم في جمهورية الصومال، توفيت في 3 أكتوبر 2021
تنتمي خضرة بشير إلى عشيرة ليلكسة احدى قبائل دارود.
عيّنها رئيس الوزراء الصومالي عمر شارماركي وزيرة للتربية والتعليم في 27 يناير 2015، وشغلت المنصب حتى 24 يونيو 2016 وخلفها الوزير عبد القادر عبد النور حاشي
توفيت خضرة في 3 أكتوبر 2021، في مدينة كولومبوس بالولايات المتحدة الأمريكية.